# Acanthoscyphus parishii
Acanthoscyphus parishii är en slideväxtart som först beskrevs av Charles Christopher Parry, och fick sitt nu gällande namn av John Kunkel Small. Acanthoscyphus parishii ingår i släktet Acanthoscyphus och familjen slideväxter.

## Underarter
Arten delas in i följande underarter:
- A. p. abramsii
- A. p. cienegensis
- A. p. goodmaniana